# Arraial do Cabo

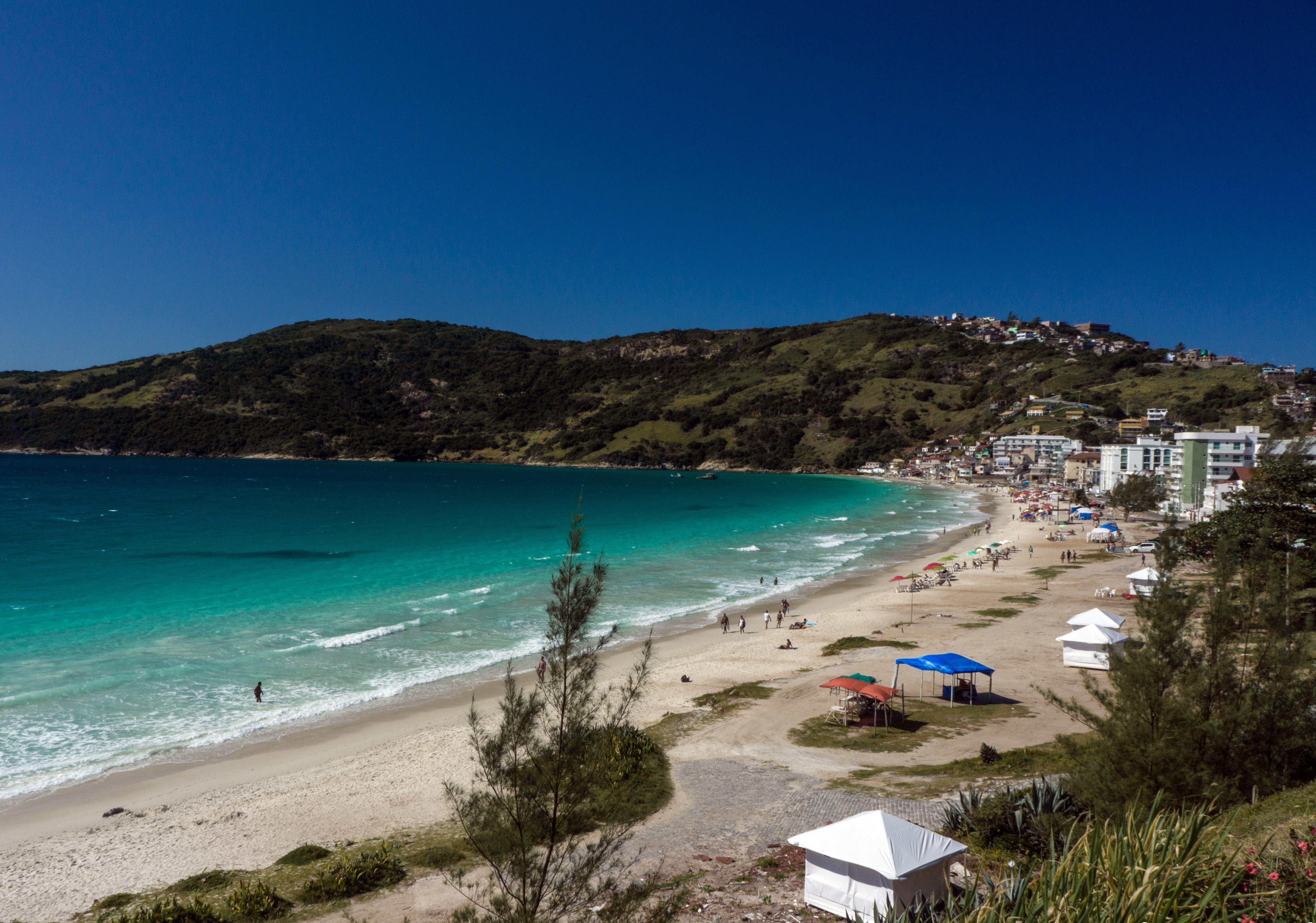
Plage en Arraial do Cabo, Rio de Janeiro

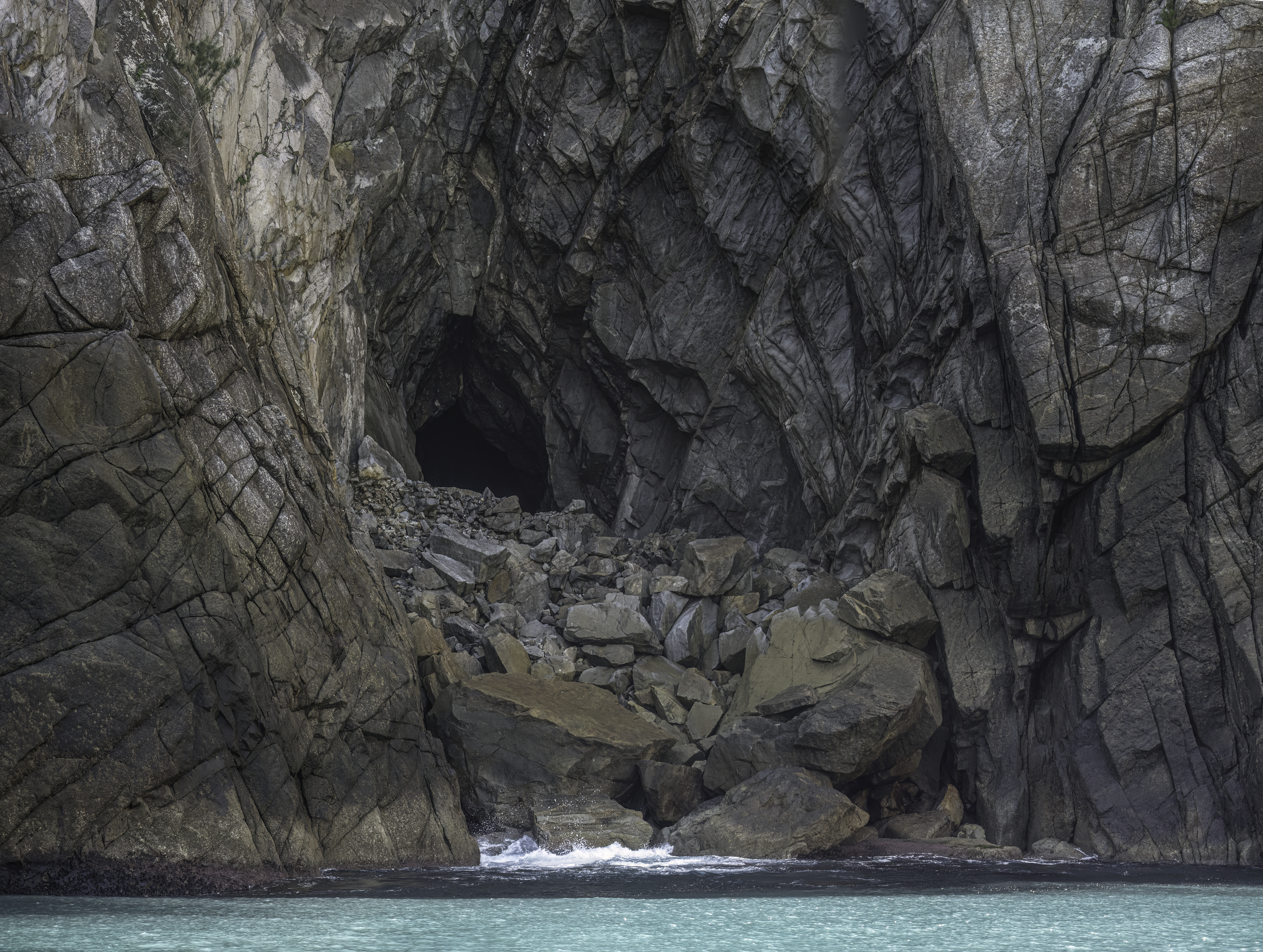
Caverne dite Cratère de météorite - qui n'en est pas un - sur la côte d'Arraial do Cabo. Juin 2023.

Arraial do Cabo est une ville de l'État de Rio de Janeiro au Brésil. La ville comptait 28 101 habitants en 2011 et sa superficie est de 152 km2.

## Maires
| Période | Période | Identité                               | Étiquette | Qualité |
| ------- | ------- | -------------------------------------- | --------- | ------- |
| 2009    | 2012    | Wanderson Cardoso de Brito « Andinho » | PMDB      |         |

## Personnalités liées à la commune
- Éric Rebière (1978-) : surfeur franco-brésilien

- Alexandre Pantoja (1990-) : combattant d’arts martiaux et champion de l’UFC.